# 肺毒性
肺毒性（Pulmonary toxicity）とは、化学物質が肺機能障害を発生させる性質を意味する。
医療における肺毒性の殆どのケースは医薬品の副作用によるものであるが、放射線（放射線治療）の副作用によると考えられる場合もある。その他の（医学的でない）肺毒性の原因としては、化学物質や空気中の粒子状物質が考えられる。

## 概要
肺への副作用は非常に多様であり、臨床的、放射線学的（胸部X線やCTで見られる）、またはその両方で徴候や症状が観察出来る。肺臓炎、二次性（ここでは間接的に引き起こされる）肺感染（肺炎）、肺線維症、器質化肺炎（器質化肺炎を伴う閉塞性細気管支炎、BOOP）、急性呼吸窮迫症候群（ARDS）、孤立性肺腫瘤（場合によっては肺癌を含む、主にアスベスト関連肺疾患の場合）、肺結節などがある。診断は、出来れば専門医が行うべきである。

## 成因

### 薬剤性肺毒性
癌の化学療法に用いられる医薬品の他、多くの医薬品が肺毒性を引き起こす可能性がある。少数の医薬品は、頻繁に（米国食品医薬品局や欧州医薬品庁などの国際的な規制当局が1％以上10％未満と定義している）、あるいは非常に頻繁に（10％以上と定義している）肺毒性を引き起こす可能性がある。これらの医薬品には、金やニトロフラントインのほか、癌の化学療法に用いられる以下の薬剤が含まれる。メトトレキサート、タキサン系薬剤（パクリタキセル、ドセタキセル）、ゲムシタビン、ブレオマイシン、マイトマイシンC、ブスルファン、シクロホスファミド、クロラムブシル、ニトロソウレア（例：カルムスチン）。
また、循環器系に使用される医薬品の中にも、頻繁に、あるいは非常に頻繁に肺毒性を引き起こすものがある。アミオダロンをはじめ、β遮断薬、ACE阻害薬（ただし、ACE阻害薬の肺毒性は通常3～4ヵ月しか続かず、その後は自然に消失する）、プロカインアミド、キニジン、トカイニド、ミノキシジルなどが挙げられる。

### 医薬品の長所と短所
患者にとっての「医療のベネフィット・コスト比」が念頭に置かれるべきである。肺毒性を起こす可能性があるからといって、最初から薬を完全に否定すべきではない。肺毒性を引き起こす可能性のある医薬品の中には、特定の病気の患者にとっては命の恩人となるものも少なくない。例えば、アミオダロンはこの範疇に入ると思われる。理想的には、治療開始時とその後一定期間毎に、利用可能な科学的・医学的証拠に基づいて、専門の医師が長所と短所を比較検討する必要がある。

### 放射線性肺毒性（放射線療法）
放射線（放射線治療）は、多くの種類の癌の治療に頻繁に使用されており、高い効果が期待出来る。しかし残念なことに、副作用として肺毒性が発生する事がある。
放射線治療医は肺毒性の可能性を十分に認識しており、この副作用の発生を最小限に抑える為に様々な予防策を講じている。将来的には、この副作用を無くす為の研究も行われている。

### 化学物質等による肺毒性
肺毒性は多くの化学物質によって起こり得るが、最も悪名高い例は、アスベストによる肺毒性であろう。アスベストは、悪性胸膜中皮腫（単に中皮腫と呼ばれる事もある）という非常に悪性の肺癌を引き起こす可能性がある。その為、現在では殆どの国でアスベストの使用は法律で完全に禁止されている。

### 肺毒性を持つ粒子状物質
大気中の粒子状物質は、大気汚染の一部である。大気中粒子状物質は、主に自動車、陸上交通（トラック）、工業生産施設、タバコの煙などによって発生する。近年、益々多くのデータが集められている。その結果、粒子状物質は心血管疾患の主な原因となり、また肺毒性も引き起こす事が判明した。それを受けて、一定期間に排出される粒子状物質の量を規制する法律、条例、ガイドラインがEUで発行された。

## 診断
肺毒性を引き起こす可能性のある医薬品を服用している患者の肺の症状は、機械的に「医薬品による肺毒性」と診断されるべきではない。何故なら、患者の中には別の（つまり同時に）肺の病気、例えば患者が服用している医薬品とは関係のない肺の感染症を患っている場合があるからである。しかし、患者がその様な薬を服用している場合、これを見過ごしてはならず、診断を実行する必要がある。正しい診断は除外診断であり、幾つかの検査を必要とする事がある。

## 治療
医薬品による肺毒性の治療は、先ずは問題となっている医薬品を中止する事である。投与量の減少（中止ではなく）は、専門の医師の指導の下で、選択されたケースでのみ試みる事が出来る。中止（可能であれば、専門家である医師の指導の下での減量）は、全てのケースで行うべきである。このアプローチは、多くの個別の医薬品について発表されているが、基本的には医薬品による肺毒性のすべての症例に有効である。
例として、医薬品であるアミオダロンを投与する場合、以下の様な手順が考えられる。 a) 可能な限り低用量のアミオダロンを処方する事で、肺毒性の発生率が低くなる。 b) 肺毒性の可能性を早期に診断する為に、定期的なモニタリングを行う。 c) 肺毒性が検出されたら、すぐに中止する。
ある出版物では、アミオダロン誘発性肺毒性（AIPT）に関する最も重要なポイントを以下の様に纏めている。『アミオダロンの最も重篤な有害反応は肺毒性（AIPT）である。AIPTでは、慢性間質性肺炎、組織性肺炎、急性呼吸窮迫症候群、肺腫瘤、結節などの症状が現れる。X線画像では、アミオダロンによって誘発された肺浸潤は、通常、高い減衰率を示す。生検では、泡沫状マクロファージの存在により、アミオダロンへの曝露が確認されるが、必ずしもアミオダロンが原因であることを証明するものではない。AIPTの殆どの患者は、アミオダロンを中止し、ステロイド治療を追加する事で良好な反応を示し、ステロイドは通常2～6ヶ月間投与される。』